# مدل آبشاری

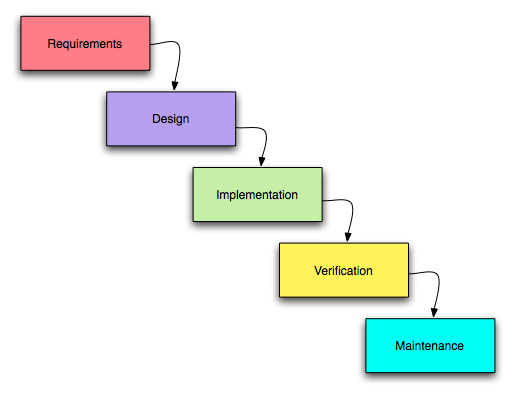
مدل آبشاری، توسعه نرم‌افزار با جریان مداوم از تحلیل تا ارائه، شامل فازهای طراحی، پیاده‌سازی، آزمون، یکپارچه‌سازی و ارائه به بازار می شود

مدل آبشاری یک مدل ترتیبی توسعه و تولید نرم‌افزار است و در آن مراحل تولید به شکل یک جریان مداوم متمایل به سمت پایین است (همانند یک آبشار) که شامل فازهای تحلیل خواسته‌ها، طراحی، پیاده‌سازی یا implementation، ٓازمودن و تست کردن، یکپارچه سازی یا integration، و دادن محصول به بازار می‌شود. اغلب گفته می‌شود ریشهٔ اصطلاح آبشاری از مقاله‌ای گرفته شده‌است که توسط وینستون واکر رویس در سال ۱۹۷۰ نوشته شده‌است. مدیریت و مراحل تکمیل پروژه در این متدولوژی به سادگی قابل پیاده‌سازی است. زیرا در مرحله اول که مرحله بررسی نیازمندی‌های پروژه می‌باشد، مشتری و تیم برنامه‌نویسی طی چند جلسه به بررسی نیازمندی‌ها و خواسته‌های پروژه می‌پردازند. سپس پس از آن نوبت به مرحله طراحی می‌رسد، در مرحلهٔ طراحی افراد طرح کلی پروژه را می‌ریزند و جزئیات پیاده‌سازی مشخص می‌شود. پس از مرحلهٔ طراحی تیم برنامه‌نویسی خود را برای پیاده‌سازی آماده می‌کند. در این مرحله همه قسمت‌های کد، پیاده‌سازی می‌شوند، در انتهای این مرحله، ما مرحله یکپارچه‌سازی یا integration را خواهیم داشت یکی از مشکلترین قسمت‌های انجام پروژه‌ها در این مرحله می‌باشد زیرا تنوع و گستردگی کار کامل در این مرحله نقش دارد، هر چه میزان گستردگی کار بالاتر باشد سختی یکپارچه سازی نیز بیشتر خواهد بود.

### مزیت آبشاری
1. فهم این مدل ساده‌تر است.
2. از نظر تولید مستندات بهتر است.
3. مراحل قابل کنترل و بررسی است.

### معایب آبشاری
1. کار تیم‌های پایانی موکول به اتمام کار تیم‌های ابتدایی می‌باشد.
2. بررسی بازخور سیستم توسط کاربران نهایی دارای پروسه مجزا و در انتهای کار می‌باشد.
3. گذر از مراحل به صورت نوبتی و وقت گیر می‌باشد.